# セント・ラースロー歩兵師団
セント・ラースロー歩兵師団(セント・ラースローほへいしだん、ハンガリー語: Szent László hadosztály)は、第二次世界大戦末期に設けられたハンガリー国防軍の歩兵部隊である。本師団は陸軍と空軍から兵士を集めて作られ、ブダペスト包囲戦やウィーン攻勢に参戦した。

## 概要
1944年10月に設立されたセント・ラースロー歩兵師団は、ブダペスト包囲戦直前である同年12月19日に応急部隊として初めて戦闘に加わった。この戦闘で多くの犠牲が出ている。
先の戦闘での被害が大きいため、本師団は1945年4月まで師団単位では戦闘に参戦しなかった。それ以降は、戦争終結までクロアチア北部やオーストリア南部で戦い続け、カルニケ・アルプスを越えてケルンテン帝国大管区まで進んだ。
戦争終結後しばらくの間はセント・ラースロー師団に武装解除命令はなかったが、その後師団は解体され、構成兵はドイツとオーストリアに位置した捕虜収容所に送られている。
セント・ラースロー師団の名は、ハンガリー国王ラースロー1世(在位：1077年 – 1095年、通称「聖王」)から取られている。

## 師団長
- シュギ・ゾルターン陸軍少将:1944年10月12日 - 1945年5月8日